# Kick In (film 1922)
Kick In è un film muto del 1922 diretto da George Fitzmaurice.
Tratto dalla commedia di Willard Mack, adattata per lo schermo da Ouida Bergère, il film è il remake diretto sempre da Fitzmaurice di un altro Kick In, girato nel 1917.

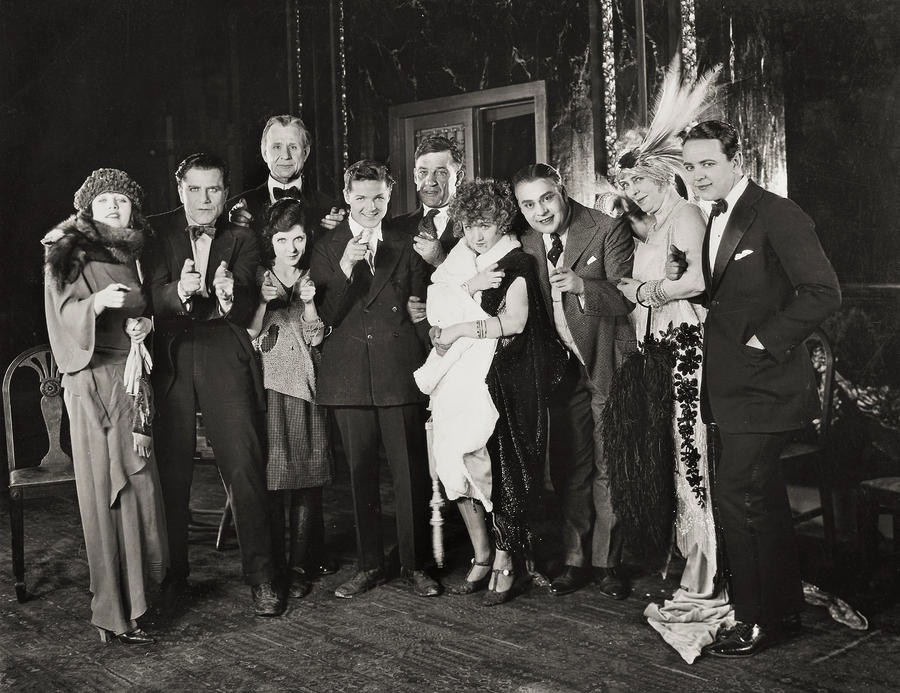
Il cast (da sinistra): Betty Compson, Bert Lytell, Charles Ogle, May McAvoy, Gareth Hughes, Walter Long, Kathleen Clifford, Jed Prouty, Mayme Kelso e Robert Agnew

## Trama
Uscito di prigione, Chick Hewes tenta di rifarsi una vita ma deve scontrarsi con le difficoltà quotidiane. Neanche la polizia lo lascia in pace. Lui riesce a trovare un lavoro da Brandon, il procuratore distrettuale, il cui figlio è uno scavezzacollo scioperato. È responsabile della morte di un bambino, travolto dalla sua macchina, ed è anche un ladro, avendo rubato del denaro dalla cassaforte del padre. Chi viene accusato è Chick, ma Molly, l'altra figlia del procuratore, salva il giovane dall'arresto e parte con lui verso il West, alla ricerca di un futuro migliore insieme.

## Produzione
Il film fu prodotto dalla Famous Players-Lasky Corporation

## Distribuzione
Distribuito dalla Paramount Pictures e dalla Famous Players-Lasky Corporation, il film - presentato da Adolph Zukor - uscì nelle sale cinematografiche statunitensi il 17 dicembre 1922.
La pellicola fu creduta per lungo tempo perduta. Nel 2010, la copia di una stampa a 35 mm ritrovata negli archivi della Gosfilmofond fu consegnata alla Library of Congress.